# 梁赞方言组
梁赞方言组（羅馬化：Ryazanskaya gruppa govorov）是對一些通行於俄羅斯梁赞州、坦波夫州、沃罗涅日州以及利佩茨克州東部的俄语方言的統稱，這些方言都屬於俄罗斯南部方言。在俄罗斯南部方言所有的方言群中，通行梁赞方言组的區域面積最大。